# Пауър Рейнджърс
„Пауър Рейнджърс“ (на английски: Power Rangers, в най-близък превод Рейнджъри на силата, Бойци на силата или Звездни рейнджъри) e американски телевизионен сериал за супергерои, борещи се с извънземни злодеи, искащи да превземат Земята.
Излъчени са общо 30 сезона, като първият излиза през 1993 г. Сериите са базирани от оригиналните японски серии Супер Сентай. Заснети са и 3 пълнометражни филма през 1995, 1997 и 2017 г.

## Излъчване
| Сезон | Сезон                                                                    | Подзаглавие                                                                 | Базиран на                                                                     | Епизоди                | Начало на сезона  | Край на сезона    |
| ----- | ------------------------------------------------------------------------ | --------------------------------------------------------------------------- | ------------------------------------------------------------------------------ | ---------------------- | ----------------- | ----------------- |
|       | 1                                                                        | Мегаморфни Пауър Рейнджърс (Mighty Morphin' Power Rangers)                  | Kyoryuu Sentai Zyuranger, Gosei Sentai Dairanger (средата на сезон 2, сезон 3) | 60                     | 28 август 1993    | 23 май 1994       |
|       | 2                                                                        | Мегаморфни Пауър Рейнджърс (Mighty Morphin' Power Rangers)                  | Kyoryuu Sentai Zyuranger, Gosei Sentai Dairanger (средата на сезон 2, сезон 3) | 52                     | 21 юли 1994       | 20 май 1995       |
|       | 3                                                                        | Мегаморфни Пауър Рейнджърс (Mighty Morphin' Power Rangers)                  | Kyoryuu Sentai Zyuranger, Gosei Sentai Dairanger (средата на сезон 2, сезон 3) | 33                     | 2 септември 1995  | 27 ноември 1995   |
|       | 3.5                                                                      | Мегаморфни Извънземни Рейнджъри (Mighty Moprhin' Alien Rangers)             | Ninja Sentai Kakuranger                                                        | 10                     | 5 февруари 1996   | 17 февруари 1996  |
|       | 4                                                                        | Пауър Рейнджърс Зио (Power Rangers: Zeo)                                    | Chouriki Sentai Ohranger                                                       | 50                     | 20 април 1996     | 27 ноември 1996   |
|       | 5                                                                        | Пауър Рейнджърс Турбо (Power Rangers: Turbo)                                | Gekisou Sentai Carranger                                                       | 45                     | 19 април 1997     | 24 ноември 1997   |
|       | 6                                                                        | Пауър Рейнджърс в Космоса (Power Rangers: In Space)                         | Denji Sentai Megaranger                                                        | 43                     | 6 февруари 1998   | 21 ноември 1998   |
|       | 7                                                                        | Пауър Рейнджърс: Изгубена Галактика (Power Rangers: Lost Galaxy)            | Seijuu Sentai Gingaman                                                         | 45                     | 6 февруари 1999   | 18 декември 1999  |
|       | 8                                                                        | Пауър Рейнджърс: Светлинни Спасители (Power Rangers: Lightspeed Rescue)     | Kyuukyuu Sentai GoGoFive                                                       | 40                     | 12 февруари 2000  | 18 ноември 2000   |
|       | 9                                                                        | Пауър Рейнджърс: Времева сила (Power Rangers: Time Force)                   | Mirai Sentai Timeranger                                                        | 40                     | 3 февруари 2001   | 17 ноември 2001   |
|       | 10                                                                       | Пауър Рейнджърс: Дива Сила (Power Rangers: Wild Force)                      | Hyakujuu Sentai Gaoranger                                                      | 40                     | 9 февруари 2002   | 16 ноември 2002   |
|       | 11                                                                       | Пауър Рейнджърс: Нинджа Буря (Power Rangers: Ninja Storm)                   | Ninpuu Sentai Hurricanger                                                      | 38                     | 15 февруари 2003  | 15 ноември 2003   |
|       | 12                                                                       | Пауър Рейнджърс: Дино Гръмотевица (Power Rangers: Dino Thunder)             | Bakuryuu Sentai Abaranger                                                      | 38                     | 14 февруари 2004  | 20 ноември 2004   |
|       | 13                                                                       | Пауър Рейнджърс: Космически Патрул (К.П.Д.) (Power Rangers: S.P.D.)         | Tokusou Sentai Dekaranger                                                      | 38                     | 5 февруари 2005   | 14 ноември 2005   |
|       | 14                                                                       | Пауър Рейнджърс: Мистична Сила (Power Rangers: Mystic Force)                | Mahou Sentai Magiranger                                                        | 32                     | 20 февруари 2006  | 13 ноември 2006   |
|       | 15                                                                       | Пауър Рейнджърс: Операция Овърдрайв (Power Rangers: Operation Overdrive)    | GoGo Sentai Boukenger                                                          | 32                     | 26 февруари 2007  | 12 ноември 2007   |
|       | 16                                                                       | Пауър Рейнджърс: Животинска Ярост (Power Rangers: Jungle Fury)              | Jyuken Sentai Gekiranger                                                       | 32                     | 18 февруари 2008  | 3 ноември 2008    |
|       | 17                                                                       | Пауър Рейнджърс: Скоростни Бойци (RPM) (Power Rangers: RPM)                 | Engine Sentai Go-Onger                                                         | 32                     | 7 март 2009       | 26 декември 2009  |
|       | Ре-версия                                                                | Мегаморфни Пауър Рейнджърс (ре-версия) (Mighty Morphin' Power Rangers 2010) |                                                                                | 32                     | 2 януари 2010     | 28 август 2010    |
|       | 18                                                                       | Пауър Рейнджърс: Самураи (Power Rangers: Samurai)                           | Samurai Sentai Shinkenger                                                      | 23                     | 7 февруари 2011   | 10 декември 2011  |
| 19    | Пауър Рейнджърс: Супер Самураи (Power Rangers: Super Samurai)            | 22                                                                          | Samurai Sentai Shinkenger                                                      | 18 февруари 2012       | 15 декември 2012  |                   |
|       | 20                                                                       | 22                                                                          | Пауър Рейнджърс: Мегасила (Power Rangers: Megaforce)                           | Tensou Sentai Goseiger | 2 февруари 2013   | 7 декември 2013   |
| 21    | Пауър Рейнджърс: Супер Мегасила (Power Rangers: Super Megaforce)         | Kaizoku Sentai Gokaiger                                                     | 20                                                                             | 15 февруари 2014       | 22 ноември 2014   |                   |
|       | 22                                                                       | Пауър Рейнджърс: Дино Заряд (Power Rangers: Dino Charge)                    | Zyuden Sentai Kyoryuger                                                        | 22                     | 7 февруари 2015   | 12 декември 2015  |
| 23    | Пауър Рейнджърс: Дино Свръхзаряд (Power Rangers: Dino Supercharge)       | 30 януари 2016                                                              | Zyuden Sentai Kyoryuger                                                        | 22                     | 10 декември 2016  |                   |
|       | 24                                                                       | Пауър Рейнджърс: Нинджа Стомана (Power Rangers: Ninja Steel)                | Shuriken Sentai Ninninger                                                      | 22                     | 21 януари 2017    | 2 декември 2017   |
| 25    | Пауър Рейнджърс: Супер Нинджа Стомана (Power Rangers: Super Ninja Steel) | 27 януари 2018                                                              | Shuriken Sentai Ninninger                                                      | 22                     | 1 декември 2018   |                   |
|       | 26                                                                       | Пауър Рейнджърс: Звероморфери (Power Rangers: Beast Morphers)               | Tokumei Sentai Go-Busters                                                      | 22                     | 2 март 2019       | 14 декември 2019  |
| 27    | 22 февруари 2020                                                         | Пауър Рейнджърс: Звероморфери (Power Rangers: Beast Morphers)               | Tokumei Sentai Go-Busters                                                      | 22                     | 12 декември 2020  |                   |
|       | 28                                                                       | Пауър Рейнджърс: Дино Ярост (Power Rangers: Dino Fury)                      | Kishiryu Sentai Ryusoulger                                                     | 22                     | 20 февруари 2021  | 18 декември 2021  |
| 29    | 3 март 2022                                                              | Пауър Рейнджърс: Дино Ярост (Power Rangers: Dino Fury)                      | Kishiryu Sentai Ryusoulger                                                     | 22                     | 29 септември 2022 |                   |
|       | 30                                                                       | Пауър Рейнджърс: Космическа Ярост (Power Rangers: Cosmic Fury)              | Kishiryu Sentai Ryusoulger, Uchuu Sentai Kyuranger                             | 10                     | 29 септември 2023 | 29 септември 2023 |

## Началото на Пауър Рейнджърс
Пауър Рейнджърс (Mighty Morphin' Power Rangers) е първият сериал в историята на поредицата от 1993 г. В него се разказва за петима тийнейджъри от града Ейнджъл Гроув, призовани от Зордън (извънземно същество, хванато в капана на времето) да защитят Земята, когато Рита Репулса се освобождава от затвора, в който е прекарала 10 000 години. За целта Зордън им връчва ключове (метаморфери), с които отключват силата на Звездните рейнджъри, когато се наложи. Освен това им дава оръжия и гигантски машини, наречени "Зорди" под формата на праисторически земни животни - тиранозавър, мастодон, птеродактил, трицератопс и саблезъб тигър, които при нужда на комбинират в един огромен "мегазорд" (Megazord).
След присъдиняването на зеления рейнджър и неговия Драконов зорд в арсенала на рейнджърите, стават възможни нови две комбинации - "Мегадраконов зорд" (MegaDragonzord) и "Драконов зорд - режим за битка" (Dragonzord Battle mode). Вторият изключва Тиранозавърския и Трицератопсовия зорд от формацията.
След присъединяването на Титанус към арсенала на рейнджърите, отключват възможността да сформират и "Ултразорд" (Ultrazord). 
През сезон 2, рейнджърите получават нови, по-мощни зорди - Гръмозордите, трима от рейнджърите се заменят с други трима. Това са Джейсън, Зак и Трини. На тяхно място идват съответно Роки, Адам и Аиша.
През сезон 3 Кимбърли отстъпва мястото си на Кат Хилърд. Така единственият рейнджър, който остава до края от Сезон 1, е Били. Гръмозордите са унищожени от Рито Револто и са заменени с Нинджа Зордите. През 2010 г. се излъчва нова версия на първия сезон.

### Рейнджъри
- Джейсън Лий Скот (Остин Сейнт Джон) – червеният рейджнър, лидер на групата в сезон 1 и 2. Той си борави със Звездния меч и управлява зорда Тиранозавър. През втория сезон се сдобива със Гръмозорда на Червения Дракон. В Пауър Рейнджърс: Зео се завръща, временно приемайки силите на Златния рейнджър от Трей от планетата Трифория.
- Зак Тейлър (Уолтър Емануел Джоунс) – черният рейнджър в сезон 1 и 2. Борави със Звездната секира и управлява зорда Мастодонт. Във втория сезон получава Лъвския Гръмозорд.
- Кимбърли Ан Харт (Ами-Джо Джонсън) – розовият рейнджър в сезон 1, 2 и 3. Тя борави със Звездния лък и управлява зорда Птеродактил. Във втория сезон се сдобива с Гръмозорда феникс.
- Били Кранстън (Дейвид Йост) – синият рейнджър. Той борави със Звездния тризъбец и управлява зорда Трицератопс. Във втория сезон се сдобива със Гръмозорда Еднорог. В третия сезон получава Вълчия нинджа-зорд от Нинджор. В Пауър Рейджърс: Зео предава силите на Жълтия Зео рейнджър на Таня, оставайки единствено асистент в командния център на Зордън и Алфа 5.
- Трини Куан (Тюи Транг †) – жълтият рейнджър в сезон 1 и 2. Тя борави със Звездните ками и управлява зорда Саблезъб Тигър. Във втория сезон получава Гръмозорда Грифон.
- Томас „Томи“ Оливър (Джейсън Дейвид Франк †) – зеленият рейнджър. Рита го създава да унищожи рейджърите, но те успяват да го освободят от магията ѝ. Първоначално управлява Драконовия зорд и борави със Драконовата кама. В сезон 2 приема силите на Белия тигър и става белия рейнджър, както и лидер на отряда до края на третия сезон, боравейки с говорещия меч Саба. В третия сезон се сдобива със зорда Сокол от Нинджор. В Пауър Рейнджърс: Зео приема силите на Червения Зео Рейнджър. В Пауър Рейнджърс: Турбо приема силите на Червения Турбо рейнджър до замяната му с Ти Джей.
- Роки ДеСантос (Стийв Карденас) – вторият червен рейджнър. Той заменя Джейсън в сезон 2 и 3. Борави със Звездния меч управлява Гръмозорда Червен дракон. В третия сезон получава Маймунския зорд от Нинджор. В Пауър Рейнджърс: Зео приема силите на Синия Зео рейнджър. В началото на "Турбо" е заменен от Джъстин, поради сериозна контузия (никога не приема силите на Синия Турбо рейнджър).
- Адам Парк (Джони Йонг Бош) – вторият черен рейнджър. Той заменя Зак в сезон 2 и 3. Борави със Звездната секира и управлява Лъвския Гръмозорд. В третия сезон получава зорда Жаба от Нинджор. В Пауър Рейнджърс: Зео приема силите на Зеления Зео рейнджър. В Пауър Рейнджърс: Турбо приема силите на Зеления Турбо рейнджър до замяната му с Карлос.
- Аиша Кембъл (Каран Ашли) – вторият жълт рейнджър. Тя заменя Трини в сезон 2 и 3. Борави със Звездните ками и управлява Гръмозорда Грифон. В трети сезон получава Мечешкия зорд от Нинджор.
- Катрин „Кат“ Хилърд (Катрин Съдърленд) – вторият розов рейнджър. Тя заменя Кимбърли в сезон 3. Първоначално се появява в началото на сезон 3 като зъл шпионин на Рита Репулса. В трети сезон получава зорда Жерав от Нинджор. В Пауър Рейнджърс: Зео приема силите на Розовия Зео рейнджър. В Пауър Рейнджърс: Турбо приема силите на Розовия Турбо рейнджър до замяната ѝ с Кейси.

### Съюзници
- Зордън – извънземно същество, хванато в капана на времето от Рита.
- Алфа 5 – помощник робот на Зордън.
- Шишко (Пол Шриер) – съученик на рейнджърите в училище. Той е пънкар и неговата роля е с хумористична насоченост.
- Чирус (Джейсън Нарви) – най-добрия приятел на Шишко.
- Ерни (Ричард Дженел †) – собственик на сградата на Младежкия дом.
- Г-н Каплан – строгият директор на гимназия „Ейнджъл Гроув“.
- Анджела – приятелка на Зак.
- Ричи – работи в младежкия дом на „Ейнджъл Гроув“.
- Д-р Кендър – учен, който е работил в университета на „Ейнджъл Гроув“ през 1980 г.

### Злодеи
- Рита Репулса (Мачико Сога; Карла Перез; Елизабет Банкс) – междупланетна вещица, избягала от затвора и искаща да превземе Земята.
- Лорд Зед (Робърт Акселрод †) – бъдещият съпруг на Рита. Първа поява в сезон 2.
- Голдар – Дясната ръка на Рита Репулса.
- Рито Револто - брат на Рита Репулса
- Скорпина
- Финстър – последовател на Рита и изобретател на патрула ѝ с чудовища.
- Скуат – последовател на Рита.
- Бабу – последовател на Рита.

## В България
В България излизат пет видео касети от фирма "Калинекс" под името „Рицари на Силата“, съдържащи епизоди от сезон 1 с дублаж на български. Първият филм се разпространява по кината от „Дъга Ентъртеймънт“ със заглавието „Бойци на Силата: Филмът“ и е издаден по-късно на видео от „Мей Стар Филм“ с нов превод „Пауър Рейнджърс“ и дублаж на български. Вторият филм „Turbo: A Power Rangers Movie“ е излъчен за пръв път по Канал 1 през 2004 г. под името „Турбо Рейнджъри“. Впоследствие и двата филма са излъчени в мрежата на bTV с нов превод и дублаж. Третият филм е излъчен по каналите на Нова Броудкастинг Груп. Сериите се излъчват в периода 2002 – 2007 г. по bTV като част от блока Fox Kids (по-късно по преименувания Jetix). Излъчени са сезони 11, 12, 13 и първата половина на сезон 10. През 2005 г. продължава излъчването им по Jetix. През 2007 – 2009 г. се излъчват последователно сезони 14 и 15 с български дублаж. През периода 2012 – 2014 г. се излъчват сезони 18, 19 и 20 по Super7.   
В 11-и сезон ролите се озвучават от Ася Рачева, Николай Николов, Кирил Бояджиев и Светозар Кокаланов. В 12-и сезон ролите се озвучават от Албена Павлова (от първи до дванадесети епизод), Здрава Каменова (от тринадесети до тридесет и осми епизод), Вера Методиева, Константин Каракостов (от първи до двадесет и пети епизод), Камен Асенов (от двадесет и шести до тридесет и осми епизод) и Илиян Пенев. В 13-и са Здрава Каменова, Вера Методиева, Мариан Бачев и Христо Бонин. В 14-и и 15-и сезон ролите се озвучават от Лидия Вълкова, Петя Абаджиева, Камен Асенов и Красимир Куцупаров. Дублажът на тези два сезона е на студио Медиа Линк. В 18-и до 20-и са Петя Абаджиева, Елисавета Господинова, Димитър Живков, Цветан Ватев и Васил Бинев. В 20-и сезон, единствено Живков е заменен с Мартин Герасков.

## Списание в България
„Егмонт България“ издават списанието „Звездни рейнджъри“ („Power Rangers Magazine“). Списанието съдържа материали от сезони 13 – 16, включително комикси и плакати. Излизат общо 31 броя. Списанието е премиерно представяне на сезон 16 „Jungle Fury“ за българската публика и е използван преводът „Защитници от джунглата“. Първите броеве на списанието се разпространяват с колекционерски карти, които по-късно са заменени от различни играчки, включително елементи от арсенала на рейнджърите. В допълнение „Егмонт“ издават и поредица занимателни книжки за оцветяване, вдъхновени от сезони 11, 13 и 14.
През 2021 г., издателство "Artline Studios" публикува сборно издание съдържащо всички броеве на поредицата "Мегаморфни Пауър Рейнджърс/Костенурките Нинджа" на български език.